# UB-52号潜艇
陛下之UB-52号艇是德意志帝国海军于第一次世界大战期间建造的其中一艘UB-III型近岸潜艇或称U艇。它由汉堡的布洛姆与福斯船厂承建，于1917年3月8日新船下水，至同年8月9日交付使用。其全长55.3米，水面及水下排水量分别为516吨和651吨，艇载武器则包括五具500毫米鱼雷发射管以及一门88毫米口径甲板炮。
UB-52号的整个服役生涯都是在驻奥匈帝国海军基地普拉的地中海区舰队度过，并参与了地中海潜艇战。在四次巡逻期间，该艇累计击沉了12艘协约国或中立国商船，容积总吨为41411吨。1918年5月23日，UB-52号在亚得里亚海南端被正执行奥特朗托封锁任务的英国潜艇H4号击沉，艇内35名官兵仅2人生还。

## 设计
UB-52号是汉堡布洛姆与福斯船厂承建的UB-III型首批次（UB-48至UB-53号）的五号艇，由德意志帝国海军潜艇监察局于1916年5月20日向订购，至1917年3月8日下水。其全长55.3米，舷宽5.8米。艇体采用双壳体结构，水面及水下排水量分别为516吨和651吨，浮起时的吃水深度为3.68米。由于无需像UC-II型艇那样提供水雷布设装置，设计工程师对潜艇舷弧进行了优化，增大了司令塔体积，配备两具潜望镜，司令塔与控制室之间增加一道水密舱壁。这些改进显著提高了潜艇的水下机动性和生存力。为了达到更高的航速，UB-52号采用两台猛狮六缸四冲程550匹公制馬力（405千瓦特）柴油机用于水面运行，以及两台394匹公制馬力（290千瓦特）的西门子-舒克特电动发电机用于水下航行；水面最高航速13.6節（25.2每小時），水下8節（15每小時）；能够在水面以6節（11每小時）航速续航9,040海里（16,740），或以4節（7.4每小時）连续在水下航行55海里（102）而无需充电。
UB-52号的主武器为五具500毫米艇艏鱼雷发射管，其中艇艏四具采用层叠式布局分居两侧、艇艉一具，并可搭载合共10枚G6型鱼雷。辅助武器则是一门88毫米30倍径速射炮。其标准船员编制为3名军官加31名水兵。

## 服役历史
1917年8月9日，UB-52号在前UC-37号艇长、经验丰富的海军中尉奥托·劳恩堡的指挥下正式入役，随即展开海试。完成海试后，该艇于9月从基尔启程，独力突破直布罗陀海峡前往地中海，然后于10月13日抵达卡塔罗并加入地中海潜艇区舰队。
在不足一年的短暂役期内，UB-52号曾参与地中海潜艇战，足迹遍及热那亚湾、利翁湾以及北非沿岸。它共执行四次巡逻，期间累计击沉了12艘协约国或中立国商船，容积总吨为41411吨。
UB-52号于1918年4月27日从普拉启航，展开第四次作战巡逻，至5月25日被视为失踪。在1940年9－10月发布的一份战争日志中，附有时任艇长劳恩堡中尉的信函。这些信件证实，UB-52号于1918年5月23日在亚得里亚海南端的41°46′N 18°52′E / 41.767°N 18.867°E被正执行奥特朗托封锁任务的英国潜艇H4号发射鱼雷击沉。全艇共有33人阵亡，仅艇长劳恩堡及二副海因里希·克莱因生还。

## 袭击历史摘要
| 日期          | 船名                 | 船籍         | 吨位 | 结局 |
| ------------- | -------------------- | ------------ | ---- | ---- |
| 1918年1月30日 | 女皇叶卡捷琳娜二世号 | 俄罗斯帝国   | 5545 | 击沉 |
| 1918年2月1日  | 迪沃河号             | 法國         | 2108 | 击沉 |
| 1918年2月4日  | 哈莱克女佣号         | 英国         | 315  | 击沉 |
| 1918年2月4日  | 撒丁岛号             | 英国         | 6580 | 击伤 |
| 1918年2月5日  | 罗西娜·费拉拉号      | 英國皇家海軍 | 227  | 击伤 |
| 1918年2月9日  | 安特诺尔号           | 英国         | 5319 | 击伤 |
| 1918年2月18日 | 巴斯克号             | 法國         | 3261 | 击伤 |
| 1918年2月20日 | 巴尔格雷号           | 英国         | 3603 | 击沉 |
| 1918年2月20日 | 齐诺号               | 英国         | 2890 | 击沉 |
| 1918年3月17日 | 艾维迪恩号           | 英国         | 3541 | 击沉 |
| 1918年3月18日 | 约翰·H·巴里号        | 英国         | 3083 | 击沉 |
| 1918年3月18日 | 萨尔达尼亚号         | 英国         | 4594 | 击沉 |
| 1918年4月4日  | 真诚号               | 義大利王國   | 1722 | 击沉 |
| 1918年5月2日  | 弗洛伊尔号           | 英国         | 3592 | 击沉 |
| 1918年5月9日  | 大西洋号             | 法國         | 6479 | 击伤 |
| 1918年5月11日 | 叙泽特·弗雷西内号    | 法國         | 2288 | 击沉 |
| 1918年5月12日 | 奥姆拉号             | 英国         | 8130 | 击沉 |
| 1918年5月18日 | 米堤亚号             | 英国         | 5437 | 击伤 |

## 脚注
1. ↑  Rössler，第65頁.
2. 1 2 3  Helgason, Guðmundur. . German and Austrian U-boats of World War I - Kaiserliche Marine - Uboat.net.   [2022-04-24].
3. 1 2 3 4 5  Gröner 1991，第25-30頁.
4. 1 2  Helgason, Guðmundur. . German and Austrian U-boats of World War I - Kaiserliche Marine - Uboat.net.   [2022-04-24].
5. ↑  陈进，第239頁.
6. 1 2  NARS，第94頁.
7. 1 2  Helgason, Guðmundur. . German and Austrian U-boats of World War I - Kaiserliche Marine - Uboat.net.   [2014-12-03].